# Trirhabda nitidicollis
Trirhabda nitidicollis är en skalbaggsart som beskrevs av J. L. Leconte 1865. Trirhabda nitidicollis ingår i släktet Trirhabda och familjen bladbaggar. Inga underarter finns listade i Catalogue of Life.